# Mycerinus densepunctatus
Mycerinus densepunctatus är en skalbaggsart som beskrevs av Stefan von Breuning 1967. Mycerinus densepunctatus ingår i släktet Mycerinus och familjen långhorningar. Inga underarter finns listade i Catalogue of Life.